# Landskapsvård
Landskapsvård är en form av naturvård som syftar till att bevara och utveckla landskapets estetiska värden. Landskapsvård kan dels innebära att man bevarar känsliga och unika landskapsbilder från exploatering, men även att man till exempel siktröjer och i ordningsställer utsiktsplatser och sjöstränder. Man kan även gynna lövträd framför gran i anslutning till vägar och bebyggelse för att få en öppnare och ljusare landskapsbild. Anläggande av våtmarker och viltvatten kan även ses som landskapsvård liksom skötsel av hagmarker och fornminnesområden. Landskapsvård är särskilt viktig i anslutning till tätorter och fritidsområden där människor vistas. Det kan finnas en inbyggd motsättning mellan landskapsvård, som är naturvård för människans skull å ena sidan och viltvård, biotopskydd m.m. å andra sidan, som är naturvård för djurens och naturens egen skull. Rätt utförd behöver dock inte landskapsvården stå i motsats till den övriga naturvården. Utbildning i landskapsvård finns vid Göteborgs universitetet, institutionen för kulturvård.